# Плиски (Черниговская область)
Пли́ски (укр. Плиски, транскрипция Плыскы) — село в Нежинском районе Черниговской области Украины, административный центр Плисковской сельской общины. Было центром Плисковского сельсовета, до 17 июля 2020 года было на территории ныне упразднённого Борзнянского района. Население — 1010 чел. (на 2017 г.). Расположено на притоке реки Рудка, в 20 км на юг от райцентра Борзны.
Адрес совета: 16453, Черниговская обл., Борзнянский р-н, с. Плиски, ул. Ленина, 33 , тел. 2‑71‑31.